# Pietro Valentini
Pietro Valentini (Montalcino, 6 marzo 1619 – Pitigliano, 28 novembre 1687) è stato un vescovo cattolico italiano.

## Biografia
Nato a Montalcino nel 1619, venne ordinato sacerdote il 15 giugno 1647 e conseguì la laurea in utroque iure. Fu canonico e vicario capitolare a Montalcino, poi vicario generale, e infine ricoprì il medesimo incarico a Volterra.
Il 9 aprile 1685 venne nominato vescovo di Sovana da papa Innocenzo XI e ricevette la consacrazione episcopale a Roma il 23 aprile 1685 dal cardinale Alessandro Crescenzi, co-consacranti l'arcivescovo Diego Petra e il vescovo Pier Antonio Capobianco. Prese possesso della diocesi il 5 luglio di quell'anno. Valentini fu il primo vescovo sovanese a risiedere stabilmente a Pitigliano in un palazzo di proprietà della mensa vescovile, dopo che venne donato alla diocesi da parte della famiglia Bichi il "Borghetto", che era stato proprietà e residenza personale del suo predecessore Pier Maria Bichi.
Il vescovo indisse il sinodo diocesano il 13 maggio 1687. Morì a Pitigliano nel novembre dello stesso anno.

## Genealogia episcopale
La genealogia episcopale è:
- Cardinale Guillaume d'Estouteville, O.S.B.Clun.
- Papa Sisto IV
- Papa Giulio II
- Cardinale Raffaele Riario
- Papa Leone X
- Papa Paolo III
- Cardinale Francesco Pisani
- Cardinale Alfonso Gesualdo
- Papa Clemente VIII
- Cardinale Pietro Aldobrandini
- Cardinale Laudivio Zacchia
- Cardinale Antonio Barberini, O.F.M.Cap.
- Cardinale Alessandro Cesarini
- Cardinale Alessandro Crescenzi, C.R.S.
- Vescovo Pietro Valentini